# 協作式機器人
協作式機器人（collaborative robot）簡稱cobot或co-robot，是設計和人類在共同工作空間中有近距離互動的機器人。到2010年為止，大部份的工業機器人是設計自動作業或是在有限的導引下作業，因此不用考慮和人類近距離互動，其動作也不用考慮對於周圍人類的安全保護，而這些都是協作式機器人需要考慮的機能。
協作式機器人是在1996年由伊利诺州西北大学的教授J. Edward Colgate和Michael Peshkin所發明的。有一份1997年的美國專利描述協作式機器人是「人類和電腦控制的通用機器人之間的直接物理互動的設備及方法。」
1994年時通用汽車機器人中心的通用汽車計劃，以及1995年通用汽車基金會的研究資助計劃，目的都是想找讓機器人（或類似的設備）有足夠安全性，可以和人類協同工作的方式，其結果就是協作式機器人。第一個協作式機器人確保人體安全的方式是它沒有原動力，其原動力是靠工作人員提供。第一個協作式機器人是用轉動酬載的方式和工作人員協同作業，來用電腦控制運動。後來的協作式機器人也只提供少量的原動力。
通用汽車用「智能協助裝置」（Intelligent Assist Device，IAD）一詞來代替協作式機器人，特別是在物料搬運以及汽車組裝作業中會使用此一詞語。
2002年時提出了智能協助裝置安全性標準的草稿。
2016年時發行了更版的安全性標準。
Cobotics
也在2012年發表了許多型號的協作式機器人 。
丹麥公司Universal Robots在2008年發表他們的第一個協作式機器人系列UR5。2012年發表UR10協作式機器人，2015年則發表了桌上型的協作式機器人UR3。
達明機器人創立於2015年，是全球唯一來自台灣的協作機器人品牌和生產商。2016 年底正式對外出貨第一台內建智慧視覺的協作型機器人 TM5 後，2018年成為全球第二大協作機器人品牌。
KUKA的協作式機器人LBR iiwa是和德國航空太空中心長期合作的結果，美國公司Rethink Robotics則是在2012年推出其工業協作式機器人Baxter。
FANUC在2015年提出他們的第一款協作式機器人，FANUC CR-35iA酬載有35公斤，後續也有較小型的協作式機器人，例如FANUC CR-4iA, CR-7iA及CR-7/L長機械手臂版本。 
Cobots有許多不同的角色，包括在辦公室環境下可以和人類一起工作的自動化機器人，到已經沒有防護罩的工業機器人，可以在有人類出現時依照EN ISO 10218 or RSA BSR/T15.1的要求進行反應及互動。